# British Airways-vlucht 5390
British Airways-vlucht 5390 was een vlucht van Birmingham International Airport naar Málaga. Op 10 juni 1990 viel een incorrect gerepareerde voorruit uit het vliegtuig, waarbij de gezagvoerder deels uit de cockpit werd gezogen. Het vliegtuig landde veilig in Southampton, de gezagvoerder overleefde tegen alle verwachtingen in.

## Verloop van de vlucht
Het vliegtuig was een BAC One-Eleven, registratie G-BJRT. Het steeg op om 7:20 lokale tijd met 81 passagiers aan boord. Er waren drie stewards, één stewardess, gezagvoerder Tim Lancaster en copiloot Alastair Atchison aan boord.
Om 7:39, toen het vliegtuig over Didcot vloog begon het cabinepersoneel zich voor te bereiden om de passagiers van drinken en dergelijke te voorzien. Op dat moment klonk er een harde knal: er viel een voorruit af aan Lancasters zijde. Deze had zojuist zijn veiligheidsgordel afgedaan (Atchison wilde dit bijna gaan doen) en werd het vliegtuig uit gezogen. Zijn hoofd kwam er eerst uit; zijn knieën haakten om de stuurknuppel heen. Steward Nigel Ogden, die zich net in de cockpit bevond, hield Lancasters voeten vast.
De deur naar de cabine was er door de hevige rukwinden uitgevallen, deze lag nu op de middenconsole waardoor de gashendels op "maximaal vermogen" werden geduwd.
Atchison begon een nooddaling naar 11.000 voet (ca. 3000 meter). Op deze hoogte zat genoeg zuurstof in de lucht om de passagiers te laten ademen (de One-Eleven is niet uitgerust met volledige zuurstofuitrustingen voor de passagiers). Hij gaf een Mayday door aan de luchtverkeersleiding, maar kon hun antwoord niet horen door de sterke wind. Uiteindelijk hoorde hij hen. Hij vroeg toestemming om naar Londen-Gatwick te vliegen. Dit werd niet goedgekeurd. Southampton was een rustiger vliegveld en bovendien dichterbij. Hier ging het vliegtuig naar op weg.
Het landen van het vliegtuig was niet helemaal veilig: De BAC One-Eleven kon geen kerosine lozen (hij zat vol met kerosine voor de reis naar Málaga). Het vliegtuig landde echter veilig, 16 minuten na het begin van de crisis.

## Gezagvoerder
Lancaster werd naar het ziekenhuis in Southampton gebracht. Hij bleek een bevriezing, shock en gebroken duim en rechterarm te hebben opgelopen. Zes maanden later was hij geheel hersteld. Hij bleef bij British Airways werken tot hij de pensioenleeftijd van British Airways bereikte, daarna vloog hij bij  Jet2.com en vloog daar zijn laatste commerciële vlucht op de Boeing 737-300 van Alicante naar Manchester op zijn 65ste verjaardag, 28 juni 2015.

## Oorzaak
Op de BAC 1-11 was de onlangs vervangen voorruit vastgezet met de verkeerde maat bouten. Aansluitend was eerder de voorruit ook nog eens vastgezet met een andere set met verkeerde maat bouten. De directe oorzaak van de ramp was dat de bouten een te kleine diameter hadden en de borgmoeren niet goed genoeg waren vastgezet.
Onderzoekers van het ongeluk ontdekten dat 27 uur voor het incident een voorruit was vervangen. 84 van de 90 gebruikte bouten waren 0,66 mm te smal in diameter, andere hadden de juiste diameter maar waren 2,5 mm te kort. 
Het onderzoek gaf ook aan dat de vliegtuigmaatschappij zowel haar kwaliteitsborgingssysteem als haar opleiding van ingenieurs moest verbeteren.
Het ongeluk bracht een belangrijke ontwerpfout aan het licht: bij de BAC One-Eleven werden de ruiten niet van binnen, maar van buiten aangebracht. De bouten moesten dus de volledige kracht van de drukcabine kunnen dragen, dit bleek dus een zwak punt in het ontwerp te zijn.